# Gioacchino Scaduto
Gioacchino Scaduto (Licata, 1898 – aldaar, 1979) was hoogleraar rechtsgeleerdheid aan de universiteit van Palermo in het koninkrijk Italië en nadien republiek Italië. Hij was rector magnificus in Palermo. 
Daarnaast was hij christendemocratisch burgemeester van Palermo in de periode 1952-1955 plus nog eens acht dagen eind 1955.

## Levensloop

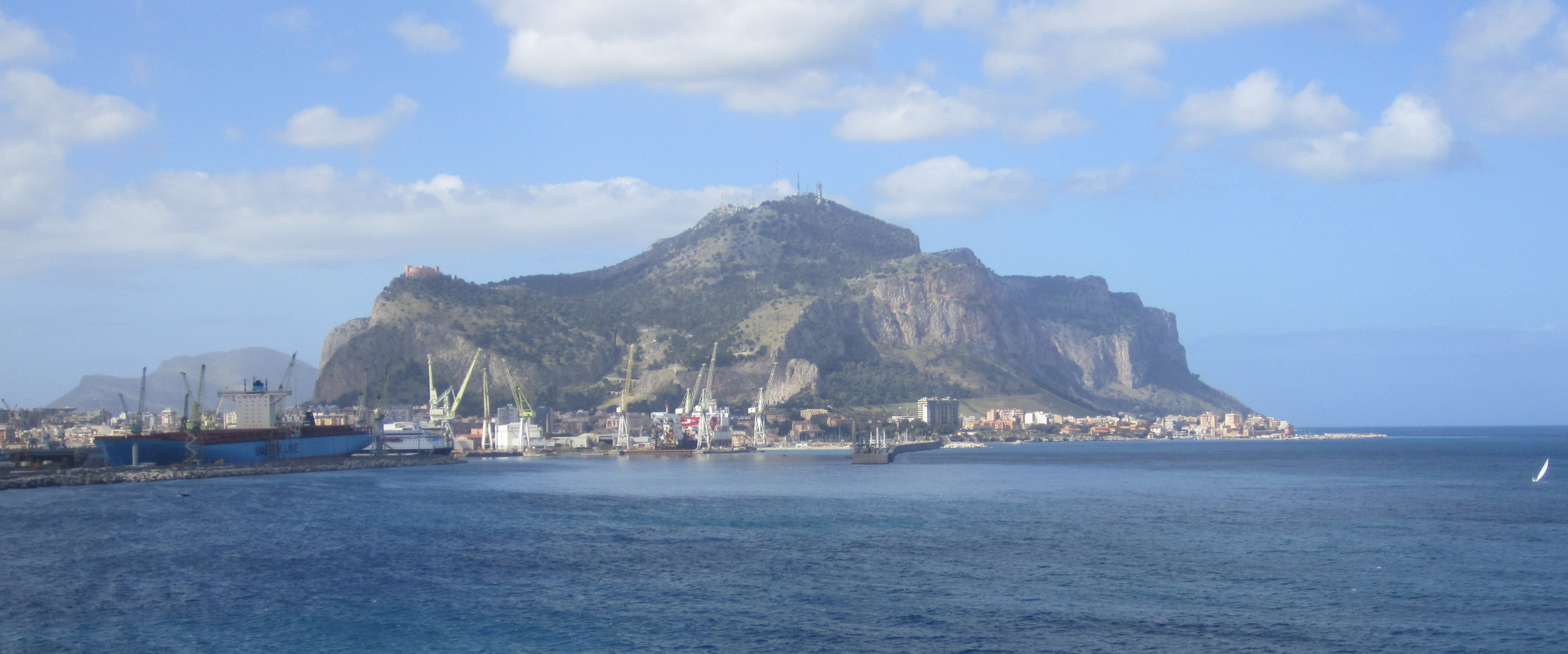
Monte Pellegrino in Sicilië

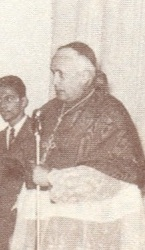
Kardinaal-aartsbisschop Ruffini, zijn beschermheer bij de Democrazia Cristiana

Kort lint van grootofficier in de Orde van Verdienste (Italië)

Scaduto groeide op in Sicilië in het koninkrijk Italië. Na zijn studies rechtsgeleerdheid (jaren 1920) aan de universiteit van Palermo werd Scaduto docent en nadien hoogleraar privaatrecht en burgerlijk recht. Hij publiceerde onder meer over de Exceptio non adimpleti contractus: het recht dat een der partijen van een overeenkomst zich toe-eigent om een contract op te schorten. In brede zin gingen zijn publicaties over schulden en geschillen over schuldaflossingen. 
Begin jaren 1930 werd hij decaan van de faculteit rechtsgeleerdheid. Vervolgens was hij rector van 1935 tot 1938.
Na de Tweede Wereldoorlog geraakte Scaduto via de kardinaal-aartsbisschop van Palermo, Ernesto Ruffini, betrokken bij een proces van Curiekardinalen. De kardinalen riepen de hulp in van de professor privaatrecht in een rechtszaak waar de Curie aanvankelijk niet betrokken was. Tussen de stad Palermo en een burger liep er een geschil over het feit dat de burger een huisje gebouwd had op de Monte Pellegrino in Palermo. Voor de Curie was het een uitgelezen moment om de staatseigendom op de Monte Pellegrino in vraag te stellen. De rechter gaf zowel de burger als de Curie ongelijk. De Monte Pellegrino bleef staatseigendom.
Ondanks dit gezichtsverlies van kardinaal Ruffini, stond professor Scaduto nog meer in zijn gratie. Scaduto trad in de gemeenteraad van Palermo in 1951, als lid van de Democrazia Cristiana, de Italiaanse christendemocratische partij. Dit gebeurde onder stimulans van de kardinaal en van Franco Restivo, de christendemocratische voorzitter van de regio Sicilië. De kardinaal verklaarde publiekelijk dat Scaduto de volgende burgemeester van Palermo ging worden. 
Dit gebeurde ook zo een jaar later, in 1952. Scaduto leidde een centrumrechts stadsbestuur. Hij trof er stadsfinanciën aan die deficitair waren. Dit was het gevolg van de verwaarlozing van de financiën door zijn voorganger, de monarchist Ernesto Pivetti. De situatie was zo ernstig dat de stad Palermo aan de Senaat in Rome om extra subsidies vroeg. Scaduto haalde niets in huis. Hij wilde ontslag nemen doch het stadsbestuur hield hem in functie. Onder zijn bestuur werd de Via Marchese di Villabianca afgewerkt en huldigde hij samen met kardinaal Ruffini parochiale centra en sociale woningen in.
In 1955 barstte de coalitie uiteen en dit door ruzie binnen de christendemocratische fractie. Scaduto nam ontslag. Hij werd vereerd met de Orde van Verdienste met de rang van grootofficier (1955).
In het gehakketak nadien werd Scaduto nog voor acht dagen aangesteld tot burgemeester van Palermo in december 1955. De reden was het bezoek van Giovanni Gronchi, president van de republiek. Eenmaal het bezoek afgelopen was, mocht burgemeester Scaduto opstappen. Verbitterd trok hij zich terug in zijn geboortedorp Licata. Hij wijdde zich aan zijn familie en aan juridische vraagstukken. Hij stierf er in 1979.

## Werken
Van zijn juridische publicaties zijn de bekendste:
- L’exceptio non adimpleti contractus nel diritto italiano (1921)
- Gli arbitratori nel diritto privato (1923)
- I debiti pecuniari e il deprezzamento monetario (1924)